# Medicina u 1876.
◄◄ | ◄ | 1873. | 1874. | 1875. | 1876.  | 1877. | 1878. | 1879. | ► | ►►
Arhitektura • Astronomija • Biologija • Film • Fotografija • Glazba • Kazalište • Kemija • Kiparstvo • Knjige • Književnost • Kršćanstvo • Meteorologija • Medicina • Planinarstvo • Politika • Pravo • Promet • Slikarstvo • Šport • Znanost • Željeznički promet
Medicina u 1876.

## Hrvatska i u Hrvata

### Rođenja
- 5. kolovoza: Ivan Hugo Botteri, hrv. liječnik internist, autor prvoga hrvatskog udžbenika interne medicine († 1963.)

## Vanjske poveznice
|  | Zajednički poslužitelj ima još gradiva o temi Medicina u 1876. |